# 新普利亚舍瓦 (拉季维利夫区)
50°10′44″N 25°32′25″E / 50.17889°N 25.54028°E
新普利亚舍瓦（烏克蘭語：Нова Пляшева）是位於烏克蘭西北部里夫內州裏杜布諾區的村莊，始建於1660年，面積2.62平方公里，海拔高度233米，2024年人口603。